# 尾三電力
尾三電力株式会社（びさんでんりょくかぶしきがいしゃ）は、大正末期から昭和初期にかけて存在した日本の電力会社である。中部電力パワーグリッド管内にかつて存在した事業者の一つ。
愛知県内における矢作川開発を目的として1921年（大正10年）に設立。大手電力会社大同電力の傍系会社で、同社に電力を供給した。第一期工事の完成を機に1928年（昭和3年）大同電力へと吸収された。

## 沿革
尾三電力は、元々矢作川開発を目指し「矢作川水電株式会社」の名で発起されていた会社である。名古屋市その他への電力供給を名目に、1911年（明治44年）7月、発起人により矢作川本流とその支流段戸川の水利権が出願されたのが端緒にあたる。当初の発起人は徳倉六兵衛（幡豆郡一色町の資産家で各地の電気事業に関わる）らであった。
水利権が許可されるまでの間に、この矢作川水電の計画には大同電力が参画、徳倉以外の発起人は全員退いて大同電力関係者がこれに代わった。その結果、大同電力の傍系会社として「尾三電力株式会社」の名で会社を設立することとなり、1921年（大正10年）4月の段戸川における水利権取得をうけて同年7月30日会社設立に至った。直後の8月には矢作川本流における2地点の水利権も許可されている。資本金は500万円で、当時大同電力常務の関口寿が取締役社長に就いた。本社は名古屋市東区七間町1丁目1番地（大同電力名古屋支店所在地）に構えた。
尾三電力では、矢作川本流の「時瀬」地点と段戸川の「旭」地点を第一期工事、矢作川本流の「笹戸」地点を第二期工事と定めて開発に着手した。まず竣工したのは段戸川の旭発電所であり、会社設立後1921年8月に着工、1922年（大正11年）6月20日には早くも竣工した。東加茂郡旭村大字牛地（現・豊田市牛地町）に位置し、発電所出力は1,105キロワット（1928年6月末時点）である。次いで翌1923年（大正12年）1月、矢作川本流の時瀬発電所が完成した。こちらは旭村大字時瀬（現・豊田市時瀬町）にあり、出力は5,558キロワットであった。
先に完成した旭発電所の送電設備として、近くにある大同電力串原発電所まで連絡線が整備された。串原発電所から先は名古屋市内へ伸びる大同電力の既設送電線があり、旭発電所の電力も名古屋方面へと送電された。また時瀬発電所からも同じ大同電力送電線への連絡線が建設され、その発生電力は同様に名古屋方面へと送られた。従って尾三電力の供給先は大同電力であり、1928年6月末時点では串原発電所渡しにて1,100キロワットを、時瀬発電所渡しにて5,550キロワットをそれぞれ供給していた。
第二期工事に予定された笹戸発電所建設は不況その他の影響で先延ばしにされた。一方経営面では年率12パーセントの配当を続け順調ではあったが、大同電力に対する電力供給料金が経営を左右するという状態であった。次の開発工事の予定がなく経営自主性もないことから、親会社大同電力では尾三電力を存続させる必要性が失われたとしてその吸収を決定、1928年（昭和3年）6月9日合併契約を締結した。合併条件は、尾三電力の経営・資産状況に鑑み、尾三電力の株主に対し持株5株（25円払込み）につき大同電力の額面50円払込済み株式3株を交付する、とされた。従って合併に伴う大同電力の増資幅は尾三電力の資本金500万円（250万円払込み）に対し300万円（全額払込済み）である。大同電力では6月26日に、尾三電力では翌27日にそれぞれ株主総会にて合併を承認。当局からの合併許可を経て契約中の期日通り同年9月30日に合併が実施された。その後10月25日に大同電力にて尾三電力合併の報告総会が開かれ、同日をもって尾三電力は解散した。
初代社長の関口寿は1924年（大正13年）11月に退任しており、合併時の社長は2代目の斎藤直武（当時大同電力名古屋支店長）であった。尾三電力の解散に伴い、従業員の多くは大同電力が新たに設立した傍系会社伊那川電力（後の木曽発電）へと移籍し、社長の斎藤直武も同社社長に転じた。また尾三電力では未開発に終わった笹戸発電所はその後1934年（昭和9年）12月に大同電力の手でようやく着工され、1年後に運転を開始した。

## 電灯供給について
尾三電力は設立時より事業目的に「特殊関係地に於ける電灯の供給」を含んでおり、大同電力に対する電力供給以外にも小規模ながら電灯供給を兼営した。1928年4月末時点での供給成績は需要家数82戸・電灯数197灯とある。供給区域は発電所地元にあたる東加茂郡旭村の一部であり、1922年から1923年3月にかけて時瀬・閑羅瀬・田津原の3大字で配電工事が完成している。
旭村に加えて東加茂郡阿摺村と西加茂郡石野村（どちらも現・豊田市）を供給区域に含む時期もあるが、1927年3月に供給区域からの削除が許可された。